# Долна Македония
Долна (Същинска) Македония (на латински: Macedonia inferior, Macedonia propria) е част от историко-географската област Македония, която последователно е регион на царство Древна Македония и римска провинция Македония. Поетичното име на географския регион през древността е Ематия (Emathia).

## История
Филип II Македонски образува Добавна Македония (на латински: Macedonia adjecta) от регионите на тракийските племена едони, синти, одоманти и пиери. По-късно Долна Македония е наричана от римляните и Втора Македония (на латински: Macedonia Secunda) – след административната реформа на Диоклециан, когато е отделена от Първа Македония.
Тя обхваща части от Дардания и цяла Пеония, което днес се отъждествява с териториите на Северна Македония. Град Стоби, разположен на устието на Еригон в Аксиос служи първоначално като столица на Пеония, а по-късно и като такава на Долна Македония. В тази провинция са и реките Халиакмон и Стримон. Долна Македония включва областите Пиерия, Ботиая, Амфакситида, Крестония, Мигдония, Антемус, Крусея и Бисалтия.
В следващите векове териториите на Долна Македония са отнети от Източната римска империя и включвани последователно в Първото българско царство, Византийска България, Второ българско царство, Сръбско царство, Прилепско кралство и Османска империя.